# Église Notre-Dame-des-Douleurs de Viña del Mar

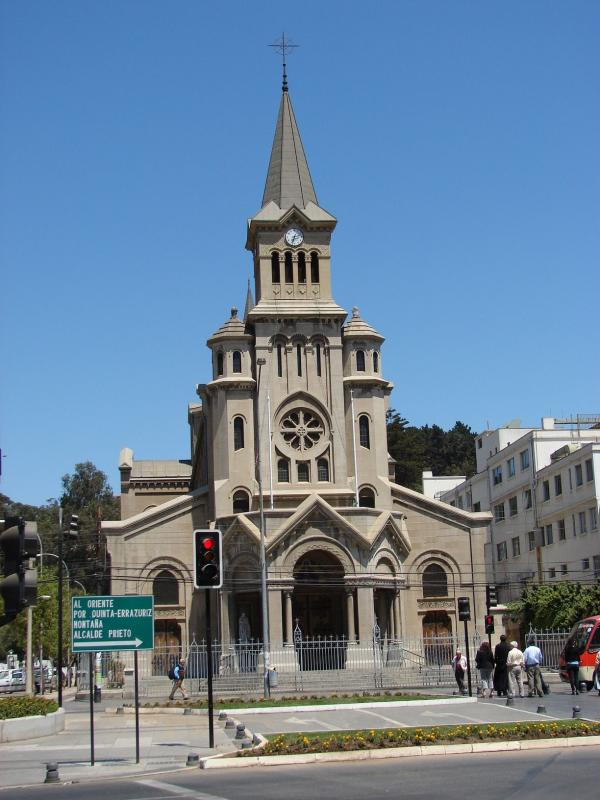
Façade de l'église.

Pour les articles homonymes, voir Église Notre-Dame-des-Douleurs.
L'église Notre-Dame-des-Douleurs (iglesia de Nuestra Señora de Dolores) est une église catholique au Chili, située à Viña del Mar à l'intersection de la calle Álvares et de la Plaza Eduardo Grove, en plein centre de la ville.

## Histoire et description

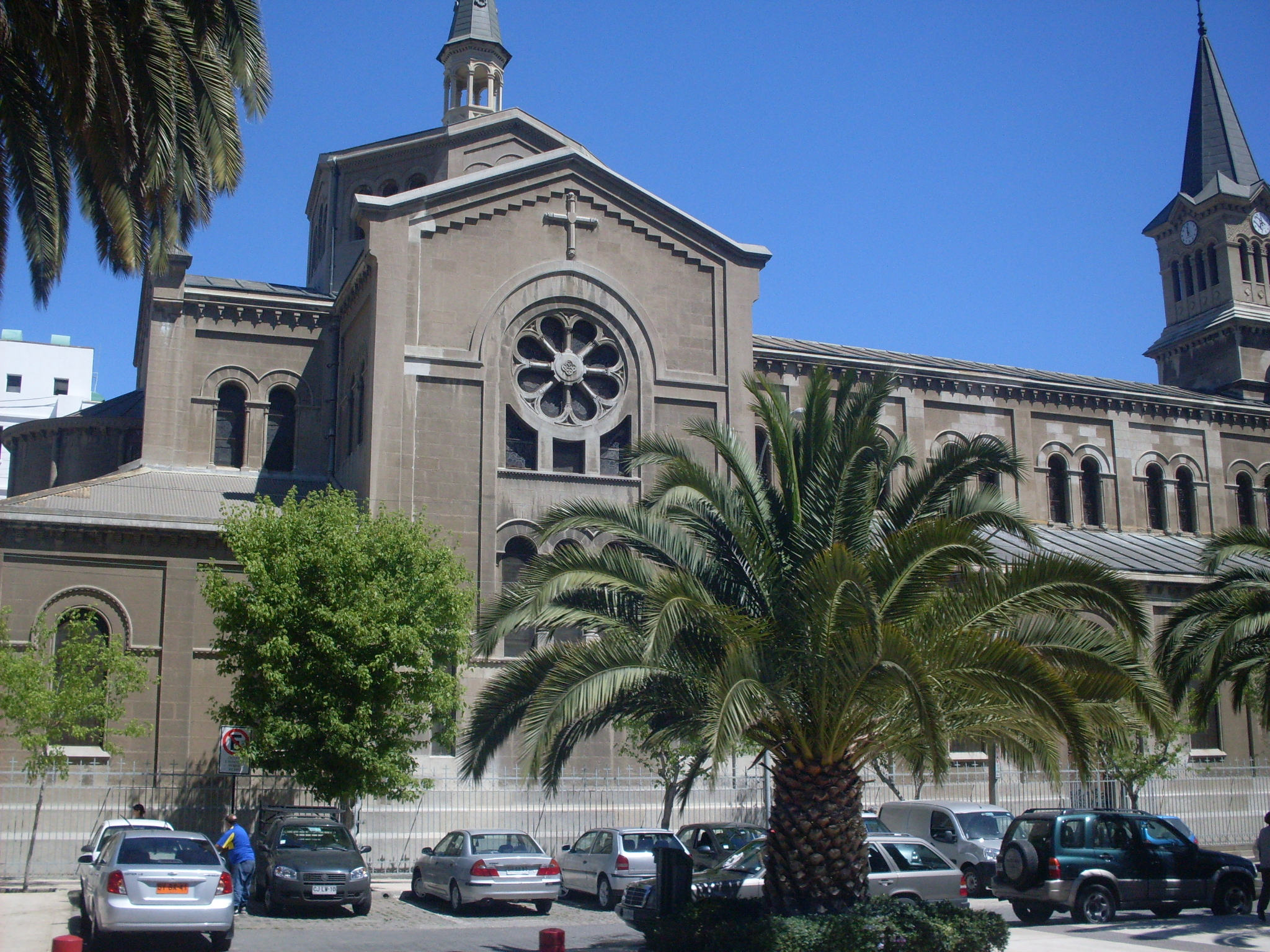
Vue latérale

La construction d'une petite chapelle commence en 1871. En 1882, elle est érigée en église publique pour répondre aux besoins des fidèles de la ville et placée sous l'invocation de Notre-Dame des Douleurs. Elle est construite selon les dessins de l'Italien Eusebio Chelli, mais fut démolie à la suite du tremblement de terre de 1906.
Une nouvelle église est bâtie en style néoroman par Emilio Jacquier ; elle est inaugurée le 28 février 1912.
On remarque à l'intérieur les fonts baptismaux du baptême de saint Albert Hurtado, le 23 janvier 1901.